# Balinees (taal)

Het Balinees of Balisch is een taal die voornamelijk gesproken wordt op het Indonesische eiland Bali, maar ook op West-Lombok, aan de oostkust van Java en over heel Indonesië alsmede Oost-Timor, waar Baliërs of Balisch-sprekenden zich, vooral na de Tweede Wereldoorlog, hebben gevestigd.
In het Balinees zelf heet de taal Basä Bali ("Taal van Bali"). De Oost-Javaanse vorm wordt vooral rond de kustplaats Banyuwangi gesproken, waar ook een Javaans dialect bestaat dat door leenwoorden sterke invloed van het Balinees vertoont. Dit Javaanse dialect wordt Basa Osing genoemd, omdat het woord voor "nee" er osing is, een ontlening van het Balinese tusing.
Er zijn in totaal een kleine 4 miljoen sprekers van het Balisch ofwel Balinees. Daarnaast is het een handelstaal.
Balinees is een van de Bali-Sasaktalen, een ondertak van Austronesische onderafdeling van Malayo-Polynesische talen.

## Taalgeschiedenis; indeling
De taal maakt deel uit van de Austronesische taalfamilie, en daarbinnen van de West-Malayo-Polynesische subgroep. Hiervan bestaat weer de Sundisch-vertakking, waarvan op haar beurt de ondervertakking Bali-Sasak als één subgroep wordt beschouwd. Hoewel deze opvatting nauwelijks omstreden lijkt, is er vroeger wel een meer rechtstreekse verwantschap met het Oud-Javaans gepostuleerd, dat op Bali wordt aangeduid als Kawi. Het onderzoek wordt bemoeilijkt door enkele hindernissen.

### Afleiding of vermenging
Het Balinees heeft veel invloeden van het Kawi ondergaan, en mede daardoor, ook van het Sanskriet. Opvallend genoeg is de invloed van het Kawi ook nu nog niet ten einde. Hoewel het Oud-Javaans niet meer wordt gesproken, komt het wel voor in vele theatervoorstellingen, die vaak op hindoe-boeddhistische fundamenten teruggaan, en waarvan het taalgebruik strikt is voorgeschreven. Dit taalgebruik kan in één voorstelling een mengsel te horen geven van verschillende talen: registers uit het Balinees zelf en van de Bahasa Indonesia. De stukken zijn echter ook vaak in het Oud-Javaans gesteld; sterker nog: zij worden er nog steeds in geschreven.
Is het Balinees dus door het oude Javaans beïnvloed, anderzijds heeft het met de verovering van West-Lombok door de Baliërs (rond 1700) zelf weer invloed uitgeoefend op de taal die op dat aangrenzende eiland werd gesproken, het Sasak.
Deze beïnvloeding over en weer maakt het lastig te reconstrueren of de ene taal van de andere is afgeleid, dan wel dat er vermenging heeft plaatsgevonden. (uiteraard zijn er ook gemeenschappelijke invloeden van andere talen te onderkennen: het Nederlands heeft in de Indonesische archipel zijn sporen achtergelaten, recent doet het Engels hetzelfde, en er zijn invloeden van het Chinees en van diverse andere talen. Deze exotische invloeden bemoeilijken echter niet de reconstructie van verwantschappen binnen de taalfamilie.)

### Ontbreken van oude bronnen
De studie van oudere taalvormen wordt wel gehinderd doordat oudere bronnen ontbreken. Er bestaan wel wat koperen oorkonden, maar geschreven materiaal is van recente datum. Een handschrift in Leiden dateert volgens de vermelding erop van 1570, en op Bali zijn enkele zeventiende-eeuwse handschriften aangetroffen. Deze manuscripten zijn niet van papier maar zijn palmbladmanuscripten: traditioneel werd de tekst met een mes in gedroogd palmblad gekerfd, maar het materiaal is vergankelijk.
Daarbij komt dat het alfabetisme op Bali in inheems schrift niet sterk ontwikkeld is geweest, en dat het traditionele schrift, hoewel het nu op de lagere scholen wordt onderwezen, niet alom wordt beheerst. Diegenen die wel manuscripten bezitten, houden ze soms verborgen uit angst dat ze anders ten behoeve van museale collecties zouden worden geconfisqueerd.
De Balinese cultuur is, ondanks de hindoe-boeddhistische invloeden die in de beeldende kunsten en in het toneel te onderkennen zijn, in het dagelijks leven overwegend een gesproken cultuur. Woordenboeken en grammatica’s zal men nauwelijks aantreffen, en het monumentale driedelige woordenboek van Van der Tuuk dateert uit 1879-1912.

## Schrijfsysteem

### Balinees schrift

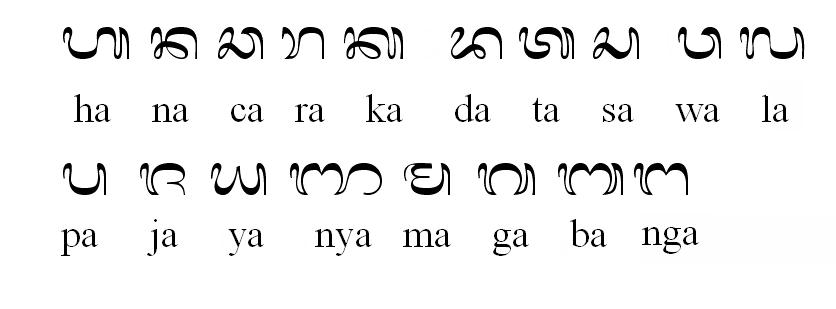
Basistekens van het Balinese schrift

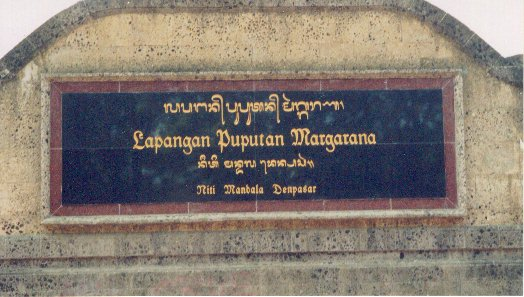
Gebruik van het Balinees alfabet in Denpasar

Het traditionele Balinese schrift is, net als het traditionele Javaanse, afgeleid van het Brahmi-schrift; het werd dan ook oorspronkelijk gebruikt om onder meer Kawiteksten op te tekenen. De gelijkenissen met het Javaanse schrift zijn onmiskenbaar.
Boeken werden pas in de twintigste eeuw in het Balinese schrift gedrukt: voordien bestond er geen zetsel van deze karakters. Maar toen zette ook meteen de verandering in: in 1911 verscheen een boek met regels voor de transliteratie van dit schrift in het internationale Latijnse. Niettemin bleef de hele Balische schrijftaal tot de Tweede Wereldoorlog een geschreven taal. Pas daarna verscheen er drukwerk, dat echter relatief duur bleek in de productie, en al spoedig vooral plaats moest maken voor gestencilde teksten.

### Alfabet Latijn
De spelling van het Balinees in Latijns schrift werd na de Tweede Wereldoorlog vastgesteld, en is sindsdien herhaaldelijk aangepast. De eerste aanpassing vond plaats in 1957 en de belangrijkste tot nu toe was in 1974, toen het Standaardbalinees in Latijns schrift aangepast werd aan de nieuwe spelling van het Maleisisch en het Indonesisch:de EYD (Ejaan Yang Disempurnakan: "de vervolmaakte spelling").

### diakritisch
Het Balinees Latijn kent formeel slechts één diakritisch, namelijk (é), dat wordt gebruikt om woorden te benadrukken en te onderscheiden.
apel - apél
ene - neé
ento - enté
ken ne? - kénkén?
eteh - teéh
diractisch wordt zelden gebruikt in de Balinese taal, behalve in scholen, boeken en woordenboeken van de Balinese taal De meesten van hen gebruiken diractisch.
zoals de meeste gebieden in Indonesië kunnen Balinezen woorden onderscheiden zonder diakritische tekens.

## Klank- en vormleer

### Klankleer
Het Balisch kent zes klinkers:
|              | voorin | midden | achterin |
| gesloten     | i      |        | u        |
| halfgesloten | e      | ə      | o        |
| open         | a      |        |          |

Er zijn achttien medeklinkers:
|            | labiaal | labiaal | dentaal | dentaal | harde palataal | harde palataal | zachte palataal | zachte palataal | glottaal | glottaal |
| plofklank  | p       | b       | t       | d       | c              | ɟ              | k               | g               |          |          |
| nasaal     | m       | m       | n       | n       | ɲ              | ɲ              | ŋ               | ŋ               |          |          |
| sisklank   |         |         | s       | s       |                |                |                 |                 | h        |          |
| liquida    |         |         | r l     | r l     |                |                |                 |                 |          |          |
| halfvocaal | w       | w       |         |         | j              | j              |                 |                 |          |          |

### Allofonie
Een eigenaardigheid van het Balinees is dat de /t/ twee allofonen (uitspraakvarianten) kent. Deze stemloze medeklinker wordt in eindpositie uitgesproken als een "ingehouden" [t]: de t-klank wordt wel gevormd, maar er volgt geen explosie. Dit is vergelijkbaar met talen als het Indonesisch. Als de klank aan het begin of in het midden van een woord voorkomt, is het echter een [ʈ], dat wil zeggen: retroflexe [t] (de tong krult bij de uitspraak omhoog).
De klinker /a/ heeft een allofone vorm aan het einde van een woord: hij wordt dan niet als [a] uitgesproken, maar als de toonloze [ə]. Bijvoorbeeld: zowel in het Javaans als in het Balisch komt het woord punika voor; de Javaanse uitspraak is echter [mə'nikɔ], de Balische geheel verschillend [puni'kə].
Beide besproken allofonen komen voor in de naam van het bekende toeristenoord Kuta, dat door Baliërs wordt uitgesproken als [ˈkuʈə].

### Woordvorm
Een basisvorm van het Balinese woord is CVCVC, consonant-vocaal-consonant-vocaal-consonant, dus medeklinker-klinker-medeklinker-klinker-medeklinker: radèn (een adellijke titel) kisut ("verschrompeld"). Er bestaan echter ook basisvormen CVC, die bij reduplicatie een Balinese eigenaardigheid opleveren; zo'n verdubbeling zou in het Javaans of Maleis tot CVCVC leiden, in het Balinees is het resultaat CVCCVC:
- ngetnget ("mot", in het Javaans ngenget)
- kuskus ("stomen", in het Maleis kukus).

## Woordenschat

### Binnen het Austronesisch
Bepaalde systematische overeenkomsten tussen het Maleis (nu de Bahasa Indonesia) en het Balisch vormen er aanwijzingen voor dat het Balinees dichter bij die taal ligt dan bij het Javaans.
- Ons "ver" is in het Maleis jauh, in het Balinees joh en in het Javaans doh.
- Voor "bloem" heeft zowel het Maleis als het Balisch bunga, terwijl het Javaanse woord kembang is. (Het Oud-Javaans kent echter ook het woord wunga, dat verwant is met het Maleise en het Balische bunga).

Dit neemt uiteraard niet weg dat er ook tussen het Balisch en het Javaans verwantschap is: joh en doh zijn, hoewel verschillend van vorm, herleidbaar tot dezelfde wortel. Dat geldt ook voor Balinees dua en Javaans rwa, Balinees idup en Javaans urip. Reeds een eeuw geleden gaf Van der Tuuk een aanzet tot systematisering door twee klankwetten te formuleren, die de afwisseling van enkele fonemen beschrijven:
- Er is uitwisseling tussen de fonemen /r/, /g/ en /h/
- Er is uitwisseling tussen /r/, /d/ en /l/.[9]

### Niet-Austronesische talen
De sporen van vele talen zijn in het Balinees terug te vinden: guna (“voordeel”) is een van de talloze woorden uit het Sanskriet, fasilitas komt uit het Nederlands, munafik (“hypocriet”) uit het Arabisch, Minggu (“zondag”) uit het Portugees, kapal (“boot”) uit het Tamil. Het Balinees is in dat opzicht niet anders dan zijn buurtalen: aan vele niet-verwante talen zijn woorden ontleend. Wel verschillen de woorden die in de ene taal zijn doorgedrongen, vaak van die welke in een andere beklijfden.

## Diglossie
Diglossie, het verschijnsel dat in verschillende situaties andere taalvarianten worden gebruikt, is op Bali vanouds een bekend verschijnsel. Het vertoont in dat opzicht overeenkomst met het Javaans, zij het dat op Bali wel wordt uitgegaan van vijf verschillende variëteiten:
- de Basa Lumrah, “gewone taal”, gesproken met gelijken
- de Basa Sor, “lage taal”, tegen lager geplaatsten
- de Basa Madia, “middentaal”, een beleefde, algemene omgangstaal
- de Basa Alus, “verfijnde taal”, beleefd en gecultiveerd
- de Basa Singgih, tegen hoger geplaatsten.

In de praktijk van alledag worden wel ‘’drie’’ varianten onderscheiden, elk aangeduid naar het woord dat zij gebruiken voor het persoonlijk voornaamwoord “hij/zij”:
- ia gebruikt men tegen lageren in status
- ipun is beleefd, bruikbaar in de omgang met hoger geplaatsten en vreemden
- ida wordt gebruikt tegenover edellieden, mensen van zeer hoge rang.[5]

## Taal en cultuur: werkelijkheidsindeling

### Gemeenschappelijk
In de moderne taalkunde wint het gezichtspunt veld dat de concepten van een mens ten dele geschapen worden door de taal; verschillende talen hebben uiteenlopende concepten. Het Balinees vertoont overeenkomsten met de werkelijkheidsindeling die ook worden aangetroffen in nauw eraan verwante talen als het Indonesisch en het Javaans. Enkele voorbeelden:
- Het etmaal wordt ingedeeld in vier perioden, die echter niet overeenkomen met de westerse:[10]

|                | Idä (hoog) | Iä (laag) |
| vroege ochtend | séméng     | séméngan  |
| middag         | rahinä     | téngai    |
| vooravond      | sanjä      | sanjä     |
| avond en nacht | wéngi      | péténg    |

- Kinderen van dezelfde ouders worden niet naar het geslacht onderscheiden (zoals in het Nederlands “broer” en “zus”) maar naar de relatieve leeftijd ten opzichte van elkaar:[11]

|                   | Idä (hoog) | Iä (laag) |
| oudere broer/zus  | rakä       | bli       |
| jongere broer/zus | ari        | adi       |

- Een geslachtsaanduiding zoals ons “hij” of “zij” ontbreekt in het persoonlijk voornaamwoord van de derde persoon enkelvoud.

### Specifiek Balinees
In Austronesische talen worden de windstreken niet zo strikt als in het Nederlands aangeduid met de richtingen van het kompas. Veeleer verwijzen zij naar een geografisch oriëntatiepunt, en zo komt het dat in deze talen wel aanduidingen als “zee”, “(zee)straat” of “berg” worden gevonden. De oriëntatie vond plaats ten opzichte van deze markante punten.
In het Balinees heeft dit tot een opvallend verschijnsel geleid; de aanduiding hangt af van het punt waar de spreker zich bevindt:
- kaja betekent “noord” — behalve in Buleleng, waar het “zuid” betekent
- kelod betekent “zuid” — behalve in Buleleng, waar het “noord” betekent.

In feite betekent kaja "in de richting van Gunung Agung" de heilige hoogste berg van Bali. Kelod is de tegenovergestelde richting. Vandaar dat het in Buleleng, dat op Noord-Bali ligt, het een tegenovergestelde betekenis heeft van die in Zuid-Bali.

## Andere talen
Verschillende talen die in Afrika (Congo-Kinshasa, Kameroen, Nigeria) worden gesproken, heten ook Bali. Zij houden echter geen enkele verband met het hier besproken Balisch, en behoren zelfs tot geheel andere taalfamilies. Ook een taal in Noordwest-Papoea-Nieuw-Guinea heet Bali, zonder dat er enige verwantschap bestaat.